# 平井建多
平井 建多（ひらい けんた、2001年5月9日 - ）は、ジャパンラグビーリーグワン三重ホンダヒートに所属するラグビー選手。

## プロフィール
- 山口県萩市出身[1]
- ポジションはプロップ(PR)。
- 身長 186 cm、体重 110 kg

## 略歴
2020年、萩商工高校 卒業後、九州共立大学に入る。
2024年、アーリーエントリーで三重ホンダヒートに加入。